# Acanthodillo formicarum
Acanthodillo formicarum är en kräftdjursart som beskrevs av Albert Vandel 1973. Acanthodillo formicarum ingår i släktet Acanthodillo och familjen Armadillidae. Inga underarter finns listade i Catalogue of Life.